# Gymnangium aureum
Gymnangium aureum is een hydroïdpoliep uit de familie Aglaopheniidae. De poliep komt uit het geslacht Gymnangium. Gymnangium aureum werd in 1973 voor het eerst wetenschappelijk beschreven door Watson. 